# エヴリット・ブライラー
エヴリット・フランクリン・ブライラー（Everett Franklin Bleiler, 1920年4月30日 - 2010年6月13日）は、アメリカ合衆国のSFやファンタジーなどの文学作品の編集者、書誌学者。

## SF・探偵小説
世界幻想文学大賞（生涯功労賞部門）を受賞したほか、SFの学術研究を認められピルグリム賞 (Pilgrim Award) も受賞している。彼はまた、SFアンソロジー集の「イヤーズ・ベスト」シリーズを共同出版してもいる。
そのほか、初期のSFに関する『サイエンス・フィクション : 草創期』『サイエンス・フィクション : ガーンズバックの時代』の2作品は、ヒューゴー賞ノミネート作として有名である。
このほか、探偵小説に関する研究書なども複数刊行している。

## 日本語・日本文化
岡倉天心の『茶の本』の版のひとつを出版したり、日本語の文法書なども発表している。

## ノストラダムス
エヴリット・ブライラー (Everett Bleiler) をアナグラムした筆名リベルテ・ルヴェール (Liberté LeVert) 名義で、ノストラダムスの予言集に関する研究書も発表している。
この作品はノストラダムスを文学的に検討しようという初期の試みのひとつであり、仏文学者や予言懐疑派などから高く評価されている。

## 主な編著
- Three prophetic science fiction novels of H.G. Wells, New York : Dover Publications, 1960
- The book of tea by Kakuzo Okakura, New York : Dover Publications, 1964
- Best ghost stories of J.S. LeFanu, New York : Dover Publications, 1964
- Basic Japanese grammar, Tokyo : C.E. Tuttle, 1967
- Best "Thinking Machine" detective stories, New York : Dover Publications, 1973
- A Treasury of Victorian detective stories, New York : Scribner, 1979
- The Prophecies and Enigmas of Nostradamus, Glen Rocks (NJ) : Firebell Books, 1979
- Science fiction writers : critical studies of the major authors from the early nineteenth century to the present day, New York : Scribner, 1982/1999
- The guide to supernatural fiction, Kent (Ohio) : Kent State University Press, 1983
- Science-fiction : the early years, Kent (Ohio) : Kent State University Press, 1990